# Lista de bispos portugueses ordenados no século XX
Esta é uma lista de bispos católicos portugueses ordenados no século XX. No século XX foram criados 6 Cardeais portugueses (incluindo 3 Cardeais-Patriarcas), e entre os prelados portugueses que receberam a ordenação episcopal estão 1 Patriarca e 19 Arcebispos.

## Cardeais
| Prelado                                                                   | Vida                  | Cardinalato                                                                               | Título | Carreira |
| ------------------------------------------------------------------------- | --------------------- | ----------------------------------------------------------------------------------------- | --- | --- |
| Patriarca D. António I D. António Mendes Bello                            | 1842–1929 († 87 anos) | 1911 (in pectore) 1914 (revelado) – Pio X Cardeal-Presbítero dos Santos Marcelino e Pedro | 13º Cardeal-Patriarca de Lisboa                                                                            | 1884–1884 Arcebispo Auxiliar de Lisboa 1884–1907 Arcebispo-Bispo do Algarve 1907–1929 Patriarca de Lisboa |
| Patriarca D. Manuel II, o Cardeal Cerejeira D. Manuel Gonçalves Cerejeira | 1888–1977 († 88 anos) | 1929 – Pio XI Cardeal-Presbítero dos Santos Marcelino e Pedro                             | 14º Cardeal-Patriarca de Lisboa Presidente da Conferência Episcopal Portuguesa Vigário Militar de Portugal | 1928–1929 Arcebispo Auxiliar de Lisboa 1929–1971 Patriarca de Lisboa 1958–1972 Presidente da Conferência Episcopal Portuguesa 1961–1977 Cardeal Protopresbítero do Colégio Cardinalício 1966–1972 Vigário Militar de Portugal                    |
| D. Teodósio Clemente de Gouveia                                           | 1889–1962 († 72 anos) | 1946 – Pio XII Cardeal-Presbítero de São Pedro Acorrentado                                | Arcebispo de Lourenço Marques                                                                              | 1936–1940 Bispo Prelado de Moçambique 1940–1962 Arcebispo de Lourenço Marques |
| D. José da Costa Nunes                                                    | 1880–1976 († 96 anos) | 1962 – João XXIII Cardeal-Presbítero de Santa Priscila                                    | Patriarca das Índias Orientais Arcebispo Primaz de Goa e Damão Vice-Camerlengo da Santa Igreja Romana      | 1920–1940 Bispo de Macau 1940–1953 Patriarca das Índias Orientais 1940–1953 Arcebispo Primaz de Goa e Damão 1953–1976 Patriarca Titular 1953–1962 Vice-Camerlengo da Santa Igreja Romana                                                         |
| Patriarca D. António II D. António Ribeiro                                | 1928–1998 († 69 anos) | 1973 – Paulo VI Cardeal-Presbítero de Santo Antônio de Pádua na Via Merulana              | 15º Cardeal-Patriarca de Lisboa Presidente da Conferência Episcopal Portuguesa Bispo das Forças Armadas    | 1967–1969 Bispo Auxiliar de Braga 1969–1971 Bispo Auxiliar de Lisboa 1971–1998 Patriarca de Lisboa 1972–1986 Vigário Militar de Portugal 1975–1981 e 1987–1993 Presidente da Conferência Episcopal Portuguesa 1986–1998 Bispo das Forças Armadas |
| D. Humberto Sousa Medeiros                                                | 1915–1983 († 67 anos) | 1973 – Paulo VI Cardeal-Presbítero de Santa Susana                                        | Arcebispo de Boston                                                                                        | 1966–1970 Bispo de Brownsville (EUA) 1970–1983 Arcebispo de Boston (EUA) |

## Patriarcas
| Prelado                 | Vida                  | Título                                                         | Carreira |
| ----------------------- | --------------------- | -------------------------------------------------------------- | --- |
| D. José Vieira Alvernaz | 1898–1986 († 88 anos) | Patriarca das Índias Orientais Arcebispo Primaz de Goa e Damão | 1941–1950 Bispo de Cochim 1950–1953 Arcebispo Coadjutor de Goa e Damão 1953–1975 Patriarca das Índias Orientais 1953–1975 Arcebispo Primaz de Goa e Damão |

## Arcebispos
| Prelado                              | Vida                  | Título                                                                          | Carreira |
| ------------------------------------ | --------------------- | ------------------------------------------------------------------------------- | --- |
| D. Manuel Vieira de Matos            | 1861–1932 († 71 anos) | Arcebispo Primaz de Braga                                                       | 1899–1903 Arcebispo Auxiliar de Lisboa 1903–1914 Arcebispo-Bispo da Guarda 1914–1932 Arcebispo Primaz de Braga |
| D. José Alves de Matos               | 1855–1917 († 62 anos) | Arcebispo Auxiliar de Lisboa                                                    | 1903–1917 Arcebispo Auxiliar de Lisboa |
| D. Sebastião Leite de Vasconcellos   | 1852–1923 († 70 anos) | Bispo de Beja Arcebispo Titular                                                 | 1907–1919 Bispo de Beja 1919–1923 Arcebispo Titular |
| D. João Evangelista de Lima Vidal    | 1874–1958 († 83 anos) | Arcebispo-Bispo de Aveiro                                                       | 1909–1915 Bispo de São Paulo de Loanda 1915–1923 Arcebispo Auxiliar de Lisboa 1923–1933 Arcebispo-Bispo de Vila Real 1933–1940 Arcebispo Titular 1940–1958 Arcebispo-Bispo de Aveiro                                          |
| D. Manuel Mendes da Conceição Santos | 1876–1955 († 78 anos) | Arcebispo de Évora                                                              | 1915–1920 Bispo de Portalegre 1920 Arcebispo Coadjutor de Évora 1920–1955 Arcebispo de Évora |
| D. António Bento Martins Júnior      | 1881–1963 († 82 anos) | Arcebispo Primaz de Braga                                                       | 1928–1932 Bispo de Bragança e Miranda 1932 Arcebispo Coadjutor de Braga 1932–1963 Arcebispo Primaz de Braga |
| D. Ernesto Sena de Oliveira          | 1892–1972 († 80 anos) | Arcebispo-Bispo de Coimbra                                                      | 1931–1944 Arcebispo Auxiliar de Lisboa 1944–1948 Arcebispo-Bispo de Lamego 1948–1967 Arcebispo-Bispo de Coimbra 1967–1971 Arcebispo Titular                                                                                   |
| Moisés Alves de Pinho, C.S.Sp.       | 1883–1980 († 96 anos) | Arcebispo de Luanda                                                             | 1932–1940 Bispo de São Paulo de Loanda 1940–1966 Arcebispo de Luanda 1941–1966 Bispo de São Tomé e Príncipe 1966–1971 Arcebispo Titular                                                                                       |
| D. Manuel Trindade Salgueiro         | 1898–1965 († 66 anos) | Arcebispo de Évora                                                              | 1940–1949 Bispo Auxiliar de Lisboa 1949–1955 Arcebispo Auxiliar de Lisboa 1955–1965 Arcebispo de Évora |
| D. Manuel dos Santos Rocha           | 1905–1983 († 77 anos) | Arcebispo-Bispo de Beja                                                         | 1949–1956 Bispo Auxiliar de Lisboa 1956–1965 Arcebispo Auxiliar de Lisboa 1965–1980 Arcebispo-Bispo de Beja |
| D. Francisco Maria da Silva          | 1910–1967 († 67 anos) | Arcebispo Primaz de Braga                                                       | 1956–1963 Bispo Auxiliar de Braga 1963–1977 Arcebispo Primaz de Braga |
| D. Frei David de Sousa, O.F.M.       | 1911–2006 († 94 anos) | Arcebispo de Évora                                                              | 1957–1965 Bispo do Funchal 1965–1981 Arcebispo de Évora |
| Manuel Nunes Gabriel                 | 1912–1996 († 83 anos) | Arcebispo de Luanda Presidente da Conferência Episcopal de Angola e São Tomé    | 1957–1962 Bispo de Malanje 1962–1966 Arcebispo Coadjutor de Luanda 1966–1975 Arcebispo de Luanda 1966–1980 Administrador Apostólico de São Tomé e Príncipe 1966–1975 Presidente da Conferência Episcopal de Angola e São Tomé |
| Custódio Alvim Pereira               | 1915–2006 († 91 anos) | Arcebispo de Lourenço Marques Presidente da Conferência Episcopal de Moçambique | 1958–1962 Bispo Auxiliar de Lourenço Marques 1962–1974 Arcebispo de Lourenço Marques 1967–1969 Presidente da Conferência Episcopal de Moçambique                                                                              |
| D. António de Castro Xavier Monteiro | 1919–2000 († 80 anos) | Arcebispo-Bispo de Lamego                                                       | 1964–1966 Bispo Auxiliar de Vila Real 1966–1972 Arcebispo Auxiliar de Lisboa 1972–1995 Arcebispo-Bispo de Lamego |
| D. Eurico Dias Nogueira              | 1923–2014 († 91 anos) | Arcebispo Primaz de Braga                                                       | 1964–1972 Bispo de Vila Cabral (Angola) 1972–1977 Bispo de Sá da Bandeira (Moçambique) 1977–1999 Arcebispo Primaz de Braga |
| D. Júlio Tavares Rebimbas            | 1922–2010 († 88 anos) | Arcebispo-Bispo do Porto                                                        | 1965–1972 Bispo do Algarve 1972–1977 Arcebispo Auxiliar de Lisboa 1977–1982 Arcebispo-Bispo de Viana do Castelo 1982–1997 Arcebispo-Bispo do Porto                                                                            |
| D. Manuel Vieira Pinto               | 1923–2020 († 96 anos) | Arcebispo de Nampula                                                            | 1967–1984 Bispo de Nampula 1984–2000 Arcebispo de Nampula |
| D. Maurílio Quintal de Gouveia       | 1932–2019 († 86 anos) | Arcebispo de Évora                                                              | 1973–1978 Bispo Auxiliar de Lisboa 1978–1981 Arcebispo Auxiliar de Lisboa 1981–2008 Arcebispo de Évora |
| D. Jorge Ortiga                      | 1944 (81 anos)        | Arcebispo Primaz de Braga                                                       | 1987–1999 Bispo Auxiliar de Braga 1999– Arcebispo Primaz de Braga 2005–2011 Presidente da Conferência Episcopal Portuguesa |
| D. José Francisco Sanches Alves      | 1941 (83 anos)        | Arcebispo Emérito de Évora                                                      | 1998–2004 Bispo Auxiliar de Lisboa 2004–2008 Bispo de Portalegre-Castelo Branco 2008–2018 Arcebispo de Évora |

## Bispos Diocesanos
| Prelado                                        | Vida                  | Título                                                          | Carreira |
| ---------------------------------------------- | --------------------- | --------------------------------------------------------------- | --- |
| D. José Manuel de Carvalho                     | 1844–1904 († 59 anos) | Bispo de Angra                                                  | 1897–1902 Bispo de Macau 1902–1904 Bispo de Angra (Açores)                                                                      |
| D. José Correia Cardoso Monteiro               | 1844–1910 († 66 anos) | Bispo de Angra                                                  | 1905–1910 Bispo de Angra (Açores)                                                                                               |
| D. António Barbosa Leão                        | 1860–1929 († 68 anos) | Bispo do Porto                                                  | 1906–1907 Bispo de São Paulo de Loanda 1907–1919 Bispo do Algarve 1919–1929 Bispo do Porto                                      |
| D. António Alves Ferreira                      | 1864–1927 († 62 anos) | Bispo de Viseu                                                  | 1907–1911 Bispo Coadjutor de Viseu 1911–1927 Bispo de Viseu                                                                     |
| D. Manuel Luís Coelho da Silva                 | 1859–1936 († 76 anos) | Bispo de Coimbra                                                | 1914–1936 Bispo de Coimbra |
| D. José Alves Mattoso                          | 1860–1952 († 91 anos) | Bispo da Guarda                                                 | 1914–1952 Bispo da Guarda |
| D. António Manuel Pereira Ribeiro              | 1879–1957 († 78 anos) | Bispo do Funchal                                                | 1914–1957 Bispo do Funchal (Madeira)                                                                                            |
| D. Manuel Damasceno da Costa                   | 1867–1922 († 54 anos) | Bispo de Angra                                                  | 1914–1922 Bispo de Angra (Açores)                                                                                               |
| D. José Leite Lopes de Faria                   | 1876–1927 († 51 anos) | Bispo de Bragança e Miranda                                     | 1915–1927 Bispo de Bragança e Miranda                                                                                           |
| D. António Antunes                             | 1867–1948 († 80 anos) | Bispo de Coimbra                                                | 1919–1924 Bispo Auxiliar de Coimbra 1924–1936 Bispo Coadjutor de Coimbra 1936–1948 Bispo de Coimbra                             |
| D. José do Patrocínio Dias                     | 1884–1965 († 81 anos) | Bispo de Beja                                                   | 1920–1965 Bispo de Beja |
| D. Marcelino Franco                            | 1871–1955 († 84 anos) | Bispo do Algarve                                                | 1920–1955 Bispo do Algarve |
| D. Agostino de Jesus e Sousa                   | 1877–1952 († 74 anos) | Bispo do Porto                                                  | 1921–1935 Bispo Coadjutor de Lamego 1935–1942 Bispo de Lamego 1942–1952 Bispo do Porto                                          |
| D. António Augusto de Castro Meireles          | 1885–1942 († 56 anos) | Bispo do Porto                                                  | 1923–1928 Bispo de Angra (Açores) 1928–1929 Bispo Coadjutor do Porto 1929–1942 Bispo do Porto                                   |
| D. José da Cruz Moreira Pinto                  | 1887–1964 († 77 anos) | Bispo de Viseu                                                  | 1928–1964 Bispo de Viseu |
| D. Guilherme Augusto Inácio da Cunha Guimarães | 1877–1957 († 79 anos) | Bispo de Angra                                                  | 1928–1957 Bispo de Angra (Açores)                                                                                               |
| D. João da Silva Campos Neves                  | 1889–1980 († 90 anos) | Bispo de Lamego                                                 | 1931–1948 Bispo Auxiliar de Lisboa 1948–1971 Bispo de Lamego                                                                    |
| D. António Valente da Fonseca                  | 1884–1972 († 87 anos) | Bispo de Vila Real                                              | 1931–1933 Bispo Auxiliar de Vila Real 1933–1967 Bispo de Vila Real 1967–1971 Bispo Titular                                      |
| D. Luís António de Almeida                     | 1872–1941 († 68 anos) | Bispo de Bragança e Miranda                                     | 1932–1935 Bispo de Bragança e Miranda 1935–1941 Bispo Titular                                                                   |
| D. Abílio Augusto Vaz das Neves                | 1894–1980 († 85 anos) | Bispo de Bragança e Miranda                                     | 1933–1938 Bispo de Cochim 1938–1965 Bispo de Bragança e Miranda 1965–1971 Bispo Titular                                         |
| D. António Ferreira Gomes                      | 1906–1989 († 82 anos) | Bispo do Porto                                                  | 1948–1949 Bispo Coadjutor de Portalegre 1949–1952 Bispo de Portalegre 1952–1982 Bispo do Porto                                  |
| D. Domenico da Silva Gonçalves                 | 1891–1960 († 69 anos) | Bispo da Guarda                                                 | 1948–1952 Bispo Auxiliar da Guarda 1952–1960 Bispo da Guarda                                                                    |
| D. Manuel de Jesus Pereira                     | 1911–1978 († 67 anos) | Bispo de Bragança e Miranda                                     | 1948–1953 Bispo Auxiliar do Funchal 1953–1965 Bispo Auxiliar de Coimbra 1965–1978 Bispo de Bragança e Miranda                   |
| D. Policarpo da Costa Vaz                      | 1908–1984 († 75 anos) | Bispo da Guarda                                                 | 1950–1952 Bispo Auxiliar do Porto 1952–1954 Bispo Auxiliar de Lisboa 1954–1960 Bispo de Macau 1960–1979 Bispo da Guarda         |
| D. Francisco Rendeiro, O.P.                    | 1915–1971 († 55 anos) | Bispo de Coimbra                                                | 1952–1955 Bispo Coadjutor do Algarve 1955–1965 Bispo do Algarve 1965–1967 Bispo Coadjutor de Coimbra 1967–1971 Bispo de Coimbra |
| D. Domingos da Apresentação Fernandes          | 1894–1962 († 67 anos) | Bispo de Aveiro                                                 | 1952–1958 Bispo Auxiliar de Aveiro 1958–1962 Bispo de Aveiro                                                                    |
| D. Florentino de Andrade e Silva               | 1915–1989 († 74 anos) | Bispo do Algarve                                                | 1954–1972 Bispo Auxiliar do Porto 1959–1971 Adiministrador Apostólico sede plena do Porto 1972–1977 Bispo do Algarve            |
| D. José Pedro da Silva                         | 1917–2000 († 83 anos) | Bispo de Viseu                                                  | 1956–1965 Bispo Auxiliar de Lisboa 1965–1988 Bispo de Viseu                                                                     |
| D. António Cardoso Cunha                       | 1915–2004 († 88 anos) | Bispo de Vila Real                                              | 1956–1965 Bispo Auxiliar de Beja 1965–1967 Bispo Coadjutor de Vila Real 1967–1991 Bispo de Vila Real                            |
| D. Manuel Alfonso de Carvalho                  | 1912–1978 († 66 anos) | Bispo de Angra                                                  | 1953–1957 Bispo Coadjutor de Angra (Açores) 1957–1978 Bispo de Angra (Açores)                                                   |
| D. Frei Ernesto Gonçalves da Costa, O.F.M.     | 1921–2002 († 80 anos) | Bispo do Algarve                                                | 1962–1974 Bispo de Inhambane (Moçambique) 1974–1976 Bispo da Beira (Moçambique) 1977–1988 Bispo do Algarve                      |
| D. Manuel d’Almeida Trindade                   | 1918–2008 († 90 anos) | Bispo de Aveiro Presidente da Conferência Episcopal Portuguesa  | 1962–1988 Bispo de Aveiro 1972–1975 e 1981–1987 Presidente da Conferência Episcopal Portuguesa                                  |
| D. João Antonio da Silva Saraiva               | 1923–1976 († 52 anos) | Bispo de Coimbra                                                | 1965 Bispo Auxiliar de Évora 1965–1972 Bispo do Funchal 1972–1976 Bispo de Coimbra                                              |
| D. Américo Henriques                           | 1923–2006 († 82 anos) | Bispo de Nova Lisboa                                            | 1966–1967 Bispo Auxiliar de Lamego 1967–1971 Bispo Coadjutor de Lamego 1971–1972 Bispo de Lamego 1972–1976 Bispo de Nova Lisboa |
| D. Manuel Falcão                               | 1922–2012 († 89 anos) | Bispo de Beja                                                   | 1966–1974 Bispo Auxiliar de Lisboa 1974–1980 Bispo Coadjutor de Beja 1980–1999 Bispo de Beja                                    |
| D. Francisco da Mata Mourisca, C.M.F.          | 1928 (96 anos)        | Bispo Emérito de Uíje                                           | 1967–2008 Bispo de Uíje |
| D. Francisco Antunes Santana                   | 1824–1982 († 57 anos) | Bispo do Funchal                                                | 1974–1982 Bispo do Funchal (Madeira)                                                                                            |
| D. Frei António Francisco Marques, O.F.M.      | 1927–1997 († 70 anos) | Bispo de Santarém                                               | 1975–1997 Bispo de Santarém |
| D. Manuel Martins                              | 1827–2017 († 90 anos) | Bispo de Setúbal                                                | 1975–1998 Bispo de Setúbal |
| D. João Alves                                  | 1925–2013 († 87 anos) | Bispo de Coimbra Presidente da Conferência Episcopal Portuguesa | 1975–1976 Bispo Auxiliar de Coimbra 1976–2001 Bispo de Coimbra 1993–1999 Presidente da Conferência Episcopal Portuguesa         |
| D. António dos Santos                          | 1932–2018 († 85 anos) | Bispo da Guarda                                                 | 1975–1979 Bispo Auxiliar de Aveiro 1979–2005 Bispo da Guarda                                                                    |
| D. António Baltasar Marcelino                  | 1930–2013 († 83 anos) | Bispo de Aveiro                                                 | 1975–1983 Bispo Auxiliar de Lisboa 1983–1988 Bispo Coadjutor de Aveiro 1988–2006 Bispo de Aveiro                                |
| D. António José Rafael                         | 1925–2018 († 92 anos) | Bispo de Bragança-Miranda                                       | 1976–1979 Bispo Auxiliar de Bragança-Miranda 1979–2001 Bispo de Bragança-Miranda                                                |
| D. Armindo Lopes Coelho                        | 1931–2010 († 79 anos) | Bispo do Porto                                                  | 1978–1982 Bispo Auxiliar do Porto 1982–1997 Bispo de Viana do Castelo 1997–2007 Bispo do Porto                                  |
| D. Aurélio Granada Escudeiro                   | 1920–2012 († 92 anos) | Bispo de Angra                                                  | 1974–1979 Bispo Coadjutor de Angra (Açores) 1979–1996 Bispo de Angra (Açores)                                                   |
| D. Joaquim Gonçalves                           | 1936–2013 († 77 anos) | Bispo de Vila Real                                              | 1981–1987 Bispo Auxiliar de Braga 1987–1991 Bispo Coadjutor de Vila Real 1991–2011 Bispo de Vila Real                           |
| D. José Augusto Pedreira                       | 1935–2020 († 85 anos) | Bispo de Viana do Castelo                                       | 1982–1997 Bispo Auxiliar do Porto 1997–2010 Bispo de Viana do Castelo                                                           |
| D. Albino Cleto                                | 1935–2012 († 77 anos) | Bispo de Coimbra                                                | 1982–1997 Bispo Auxiliar de Lisboa 1997–2001 Bispo Coadjutor de Coimbra 2001–2011 Bispo de Coimbra                              |
| D. Teodoro de Faria                            | 1930 (94 anos)        | Bispo Emérito do Funchal                                        | 1982–2007 Bispo do Funchal (Madeira)                                                                                            |
| D. Frei António Ramos Monteiro, O.F.M. Cap.    | 1928–2004 († 75 anos) | Bispo de Viseu                                                  | 1987–1988 Bispo Coadjutor de Viseu 1988–2004 Bispo de Viseu                                                                     |
| D. Manuel Pelino Domingues                     | 1941 (83 anos)        | Bispo Emérito de Santarém                                       | 1988–1998 Bispo Auxiliar do Porto 1998–2017 Bispo de Santarém                                                                   |
| D. Gilberto Canavarro dos Reis                 | 1940 (84 anos)        | Bispo Emérito de Setúbal                                        | 1988–1998 Bispo Auxiliar do Porto 1998–2015 Bispo de Setúbal                                                                    |
| D. Manuel Madureira Dias                       | 1936 (89 anos)        | Bispo Emérito do Algarve                                        | 1988–2004 Bispo do Algarve |
| D. Américo do Couto Oliveira                   | 1929–1998 († 69 anos) | Bispo de Lamego                                                 | 1993–1995 Bispo Coadjutor de Lamego 1995–1998 Bispo de Lamego                                                                   |
| D. Jacinto Botelho                             | 1953 (89 anos)        | Bispo Emérito de Lamego                                         | 1995–2000 Bispo Auxiliar de Braga 2000–2011 Bispo de Lamego                                                                     |
| D. Frei António Vitalino Dantas, O. Carm.      | 1941 (83 anos)        | Bispo Emérito de Beja                                           | 1996–1999 Bispo Auxiliar de Lisboa 1999–2016 Bispo de Beja                                                                      |
| D. António de Sousa Braga, S.C.I.              | 1941 (83 anos)        | Bispo Emérito de Angra                                          | 1996–2016 Bispo Emérito de Angra (Açores)                                                                                       |
| D. Manuel Quintas                              | 1949 (75 anos)        | Bispo do Algarve                                                | 2000–2004 Bispo Auxiliar do Algarve 2004– Bispo do Algarve                                                                      |

## Bispos Titulares
| Prelado                             | Vida                  | Título                          | Carreira                                                             |
| ----------------------------------- | --------------------- | ------------------------------- | -------------------------------------------------------------------- |
| Venerável D. João de Oliveira Matos | 1879–1962 († 83 anos) | Bispo Auxiliar da Guarda        | 1922–1962 Bispo Auxiliar da Guarda                                   |
| D. António de Campos                | 1904–1969 († 65 anos) | Bispo Auxiliar de Lisboa        | 1954–1969 Bispo Auxiliar de Lisboa                                   |
| D. António dos Reis Rodrigues       | 1918–2009 († 90 anos) | Bispo Auxiliar de Lisboa        | 1966–1998 Bispo Auxiliar de Lisboa                                   |
| D. Domingos de Pinho Brandão        | 1920–1988 († 68 anos) | Bispo Auxiliar do Porto         | 1966–1972 Bispo Auxiliar de Leiria 1972–1988 Bispo Auxiliar do Porto |
| D. João Miranda Teixeira            | 1935 (89 anos)        | Bispo Auxiliar Emérito do Porto | 1983–2011 Bispo Auxiliar do Porto                                    |
| D. Carlos Pinheiro                  | 1925–2010 († 85 anos) | Bispo Auxiliar de Braga         | 1985–2000 Bispo Auxiliar de Braga                                    |
| D. Horácio Coelho Cristino          | 1941–1995 († 53 anos) | Bispo Auxiliar de Lisboa        | 1987–1995 Bispo Auxiliar de Lisboa                                   |
| D. Tomás da Silva Nunes             | 1942–2010 († 67 anos) | Bispo Auxiliar de Lisboa        | 1998–2010 Bispo Auxiliar de Lisboa                                   |
| D. António Bessa Taipa              | 1942 (82 anos)        | Bispo Auxiliar Emérito do Porto | 1999–2018 Bispo Auxiliar do Porto                                    |

## Bispos Portugueses em Dioceses Estrangeiras
| Prelado                           | Vida      | Título                               | País                | Carreira                                                                            |
| --------------------------------- | --------- | ------------------------------------ | ------------------- | ----------------------------------------------------------------------------------- |
| D. José de Queirós Alves, C.SS.R. | 1941 (83) | Arcebispo Emérito de Huambo          | Angola              | 1986–2004 Bispo de Menongue 2004–2018 Arcebispo de Huambo                           |
| D. Abílio de Sousa Ribas, C.S.Sp. | 1931 (94) | Bispo Emérito de São Tomé e Príncipe | São Tomé e Príncipe | 1984–2006 Bispo de São Tomé e Príncipe                                              |
| D. David Dias Pimentel, C.M.F.    | 1941–2021 | Bispo de São João da Boa Vista       | Brasil              | 1996–2001 Bispo Auxiliar de Belo Horizonte 2001–2016 Bispo de São João da Boa Vista |